# Centaurea imperialis
Centaurea imperialis là một loài thực vật có hoa trong họ Cúc. Loài này được Hausskn. ex Bornm. mô tả khoa học đầu tiên năm 1906.